# Salbiomorpha munroealis
Salbiomorpha munroealis là một loài bướm đêm trong họ Crambidae.